# Liste der Naturdenkmale in Herrstein
Die Liste der Naturdenkmale in Herrstein nennt die im Gemeindegebiet von Herrstein ausgewiesenen Naturdenkmale (Stand 15. Juli 2013).

## Naturdenkmale
| Nr.         | Bezeichnung   | Lage                                                  | Beschreibung                          | Bild                                    |
| ----------- | ------------- | ----------------------------------------------------- | ------------------------------------- | --------------------------------------- |
| ND-7134-406 | Linde         | Schloßweg, bei Nr. 14 Lage                            | Tilia platyphyllos; um 1880 gepflanzt | Direkt Bild zu diesem Denkmal hochladen |
| ND-7134-407 | Bismarckeiche | westlich des Ortes an der L 160; Flur Am Brunnen Lage | Quercus sp.                           | Direkt Bild zu diesem Denkmal hochladen |